# 波茨坦涡轮第一女子足球俱乐部
波茨坦涡轮第一女子足球俱乐部（德語：1. FFC Turbine Potsdam）是一个设于德国勃兰登堡州首府波茨坦的女子足球俱乐部。它最初是在1971年3月3日作为“波茨坦涡轮企业体育会（BSG Turbine Potsdam）”内部的女子足球队而成立，后自1999年4月1日起成为独立俱乐部。俱乐部的主色调为蓝色及白色。
凭借两次欧洲女子冠军联赛冠军、六次全德足球冠军、六次东德锦标赛冠军和三次德国足协杯冠军的成绩，波茨坦涡轮是在德国乃至欧洲范围内最为成功的女子足球俱乐部之一。

## 历史

### 1978年以前：开端

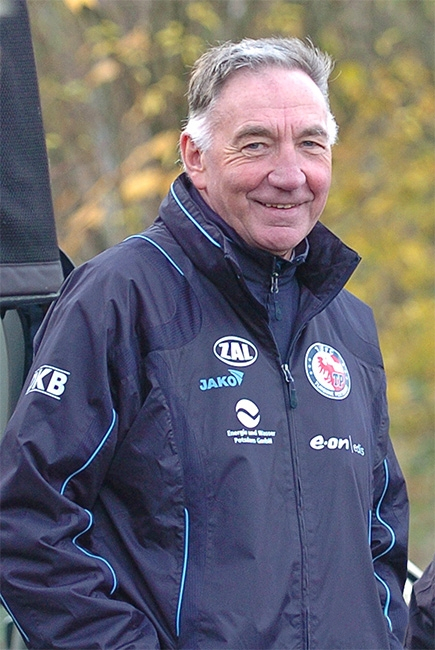
贝恩德·施罗德，1971－1992年及1997－2016年主教练

1955年，波茨坦涡轮企业体育会（BSG Turbine Potsdam）作为涡轮机行业内的体育社团成立。体育社团的运营主管单位是波茨坦的能源供应人民企业。长期以来，体育会的男子足球仅在当地层面取得过一定的成功，因此在1970年的除夕晚会上，员工们谈及了表现不佳的球队。一些女员工也同样对球队进行批评，然而她们的意见却被男同事驳回。由于男性占主导地位，妇女们只得在足球主题中保持沉默。几天后，一份匿名创作的纸条被发现贴在企业的壁报墙上，它的作者至今无法确定。
于是在上述于1971年3月3日举行的集会上，女子足球分部成立。几乎是一个偶然的机会，贝恩德·施罗德成为了球队主教练。事实上，他在当晚只想吃些东西。在俱乐部成立40周年庆典接受采访之际，施罗德表示，他已经不记得为什么会接任主教练。成立翌日，她们便进行了第一堂训练课，至1971年5月25日，球队与坦格尔明德上游进行了首场比赛，并以3比0获胜。随后，她们又在1971年6月12日与黑尼格斯多夫钢铁进行了首次主场比赛。直至第13场比赛，涡轮女足才以1比2不敌哈伯斯塔特，迎来队史首场败仗。
一年后，涡轮女足得以自行决定首次参加行政区联赛。施罗德在不断寻找有天赋的女球员。他的目光并不仅局限于其它俱乐部的女球员，而是还会关注那些缺乏机会、或是因其它原因被淘汰出一线名单的田径运动员。由于施罗德此时已在人民企业中担任高层，他可以轻松解决球员的工作和住房。然而，可用资金在这一时期仍显紧缺。球员有时必须自己提供球衣，并要亲手缝制队徽。于是，涡轮队徽时而会配置在球衣的左侧，时而则会出现在中间或右侧。

### 1979－1990年：初获成功
1979年，被称为女足优选赛的东德最高水平女子足球赛事首次举行。涡轮体育会以大热姿态参加了预选赛，却无缘决赛圈。而波茨坦人于第二届赛事再度缺席决赛圈，使得施罗德的压力日益增大。1981年的优选赛在波茨坦举行。主教练为此精心挑选了一个五人的教练组，率队于波罗的海滨进行了为期一周的集训。球队最终艰难入围决赛圈。
决赛圈中，涡轮以不败和仅失1球的成绩完赛并夺得冠军。每位球员获得了50马克的额外津贴，施罗德则被授予“社会主义劳动积极分子”称号。在1982年和1983年，球队又蝉联了优选赛冠军。扎比内·塞德尔是东德女子足球的首位“明星”。在国内鲜有同级对手的同时，国外俱乐部也日益了解到了波茨坦人的成功。涡轮开始收到来自荷兰和意大利发来的比赛邀请，但都遭阻拦，因为东德的体育官员认为她们作为“业余运动员”是禁止出访资本主义国家的。
然而施罗德还是以一份伪造的名单获得了率队首次出访的机会。他要求匈牙利的主办方直接修改参赛球队名单。因此，维也纳兰德豪斯和萨格勒布迪纳摩分别以索菲亚列夫斯基和布拉格斯巴达之名出现在名单上。这一伎俩奏效，涡轮获准离境。然而，随同球队出访的还有一位共产党干部。当这位干部识穿了比赛的性质，施罗德的球队被处以禁止参加国际比赛一年的处罚。至禁赛期满后，俱乐部又受到了来自波兰的邀请。这一次，施罗德自行修改了参赛名单，目的是通过出国审批。然而当他们抵达弗罗茨瓦夫时，却发生了一件丑闻：随行的党干部要求主办方将来自西欧的参赛球队遣返回国。赛会最终决定，涡轮仅参加对阵主办国球队的一场友谊赛。尽管施罗德回国后仍被允许执教，但球队却被禁止任何出访活动直至另行通知。
在国内层面，涡轮在实现优选赛三连冠后在1984年仅获亚军。其时球队的积分及净胜球均与哈勒发动机和施莱马旋转相同，哈勒是凭借更多的入球数夺冠。至1985年，竞赛模式发生改变。与以往由五支球队参加的决赛圈不同，15个行政区冠军从此是通过分入四个小组产生半决赛球队，然后再以淘汰制决出决赛的参加者。涡轮一路战胜所有的对手进军决赛，面对的是卡尔·马克思城维斯穆特。凭借塞德尔和布吕德加姆的两个入球，涡轮第四度加冕东德冠军。一年后，球队再次重演优选赛全胜的壮举，施罗德的团队至决赛以4比1轻取哈勒发动机。至1987年，涡轮在分组中落后于卡尔·马克思城维斯穆特位居第二，自1980年以来首次缺席决赛。
1987年，赛制再次发生变化，东德足协出台了双轨制的高级联赛，再由两个赛区的优胜者进行主客场制比赛决出冠军。涡轮以1分不失的成绩摘得北区头名，顺利于决赛与施莱马旋转会师。在巴特施莱马进行的决赛首回合中，涡轮以0比3失利。回到自己主场后，她们于半场便取得2比0的领先，再度重燃夺冠希望。然而萨克森人在下半时开场不久后便扳回一球，尽管扎比内·塞德尔最终将比分改写为3比1，但仍不足以第六次加冕总冠军。涡轮于一年后成功实现复仇。她们在决赛的对手同样是施莱马旋转。在主场卡尔·李卜克内西体育场进行的首回合比赛中，涡轮以3比1获胜，其中伊内斯·库里克一人包办了球队的全部进球。次回合在客场她们尽管以2比3落败，但已能够确保自己的第六次和最后一次东德冠军。
赛季结束后，球队迎来了根本性的变化。许多主力球员因年龄问题结束了自己的足球生涯，使得施罗德被迫进行年轻化改革。而柏林墙的倒塌也对这项运动产生了影响。由于人民企业无力继续负担运动队，体育会于1990年1月1日被转让至波茨坦涡轮体育竞赛协会（SSV Turbine Potsdam）。1990年1月5日，施罗德的球队在柏林举行的一项室内邀请赛中战胜利希特费尔德，这是她们与西德球队的首次碰面。逐渐的，涡轮球员开始受到西方俱乐部的关注，但并没有发生像男子那样的大规模外流，因为西方俱乐部无法履行所有对球员的承诺。同年，涡轮已无法捍卫自己的冠军头衔。在主、客场均负于罗斯托克邮政之后，她们仅列赛区第二，无缘决赛。1990-91赛季则是争入德甲联赛的资格赛，只有两个赛区的头名方可入围。涡轮最终以赛区第三名完赛，从而被迫首次降入第二级别联赛。

### 1991－1997年：沉沦及复苏
1991年，涡轮以领先第二名吕巴斯3分的优势夺得东北高级联赛冠军。然而，接下来的升级附加赛却成为一场灾难，她们最终仅在对阵勒芬尼希时取得一场平局。至1991-92赛季结束后，施罗德辞去了已担任21年的主教练职位，进而成为经理。在这一时期，俱乐部饱受资金和社会环境的困扰。球员们失去了她们（原本于人民企业内）的工作，俱乐部甚至也无法保证是否负担得起下一次客场比赛的旅费。名不见经传的彼得·劳帕克于该赛季接任球队主教练，并率队仅以第四名完赛。1993年，施罗德为球队带来了弗兰克·朗格作为主教练，并藉此重获复苏。而在冬歇期签入的两位俄罗斯人则使俱乐部首次拥有外籍球员。事实证明，这使得球队实力显著增强，涡轮再度夺冠。在以3比2战胜瓦滕沙伊德09后，俱乐部提前六轮便锁定附加赛名额。由于经济原因，俱乐部无法引进一流的球员，尽管如此，她们还是能在自己的首个德甲赛季保持乐观态度。
在1994-95赛季的首轮，鲁梅恩-卡尔登豪森来到卡尔·李卜克内西体育场，并以11比0横扫涡轮。而在整个共产主义时期，她们从没有输过任何一场主场比赛。随着杯赛和联赛的节节败退，针对朗格的批评也日益增多。后者最终于1994年11月20日不光彩的结束了自己的执教生涯。早在对阵和睦赖内前，经理施罗德便在与对方主教练阿尔弗雷德·维尔纳的私人谈话中表示，朗格若在该场比赛失利将被解雇。最终赖内以3比0获胜。在新闻发布会上最初什么也没有发生。但当发布会结束后，施罗德把朗格叫到一旁单独讨论当前的局面。他们随即被收到风声的媒体和球员们所包围，施罗德遂当众解雇了朗格。一些球员对此表示抗议，并宣称不愿再为涡轮效力。
前涡轮球员扎比内·塞德尔临时接管了这支尚有降级之虞的球队赛季剩余的比赛。为了补强阵容，塞德尔招来了另外三位俄罗斯球员。随着实力的提升，球队最终以第六名完赛，并顺利保级。尽管已有更好的竞技成绩，但新加入的俄罗斯人却无法融入球队。赛季结束后，三人返回故乡，而涡轮则需要一个新的主教练。俱乐部聘请了洛塔尔·穆勒（Lothar Müller）执掌球队。尽管涡轮有意签入（西）柏林球员，却因其地处前东德的位置而遭受冷落。至1995-96赛季，涡轮虽仍以第六名完赛，但其失球数已显著减少。此外，球队还在主场以3比2击败赛区头名绿白布劳韦勒，从而能够取得令人尊敬的成绩。
在1996-97赛季，涡轮成功入围改制为单轨制的德甲联赛。只有前四名可以直接获得新赛事的参赛资格。而波茨坦人在赛季中的表现大起大落，并最终仅名列第五。随后的附加赛，涡轮与瓦滕沙伊德09、沃尔夫斯堡和策伦多夫赫塔分入同一组。至倒数第二轮，洛塔尔·穆勒的球队在以2比0战胜瓦滕沙伊德09后提前锁定小组头名，进而晋身新德甲。俱乐部还首次达到了德国足协杯的半决赛，但在自己的主场，球队以2比3不敌和睦赖内。围绕主教练的讨论从而再次展开，俱乐部决定聘请全职主教练。人选最终落在埃克哈德·迪威格身上，后者刚遭斯潘道解雇不久。

### 1997－2005年：顶级球队之路

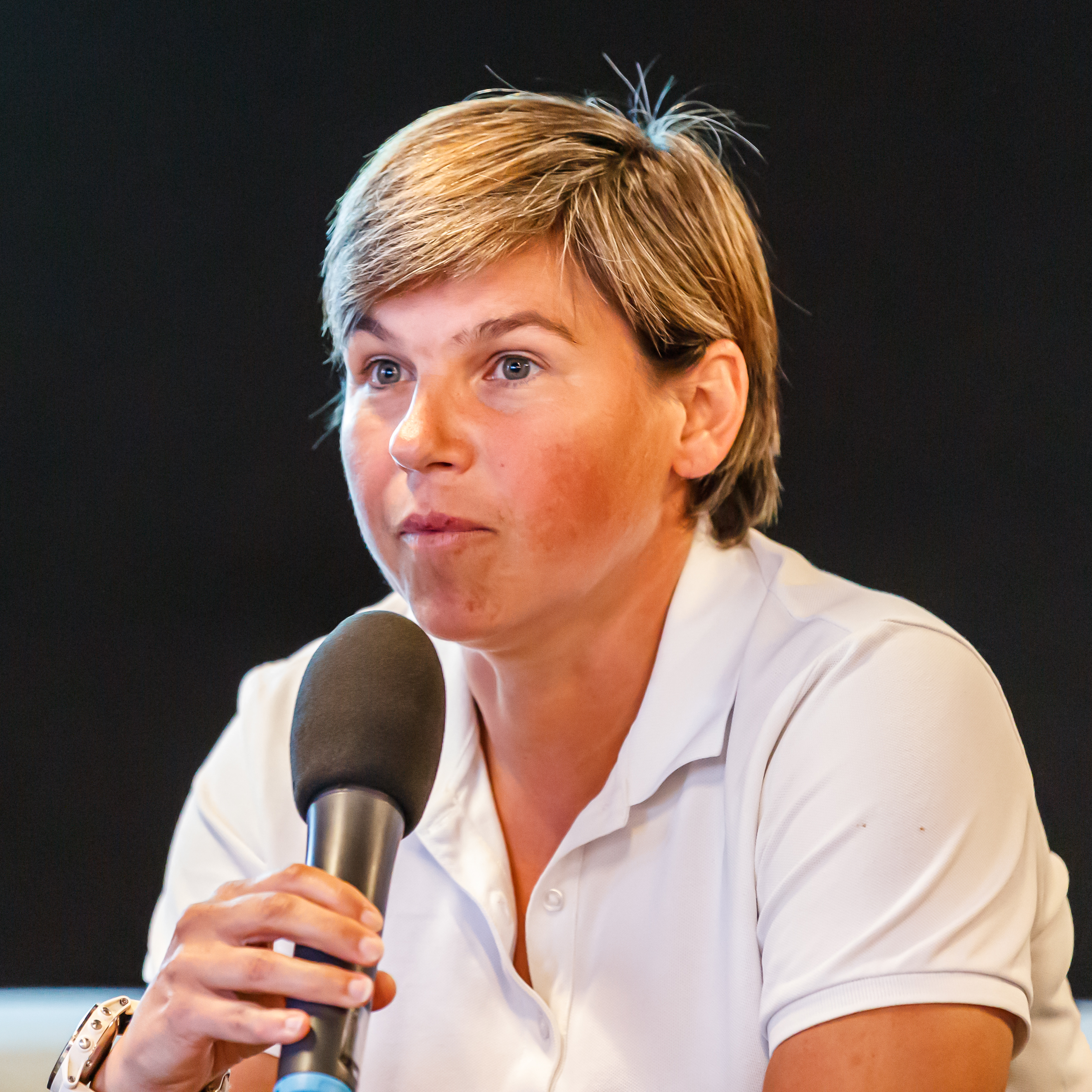
阿丽亚娜·兴斯特

随着阿丽亚娜·兴斯特从策伦多夫赫塔转投而来，俱乐部也拥有了国脚球员。事情的促成非常艰难。兴斯特必须要转会至一支德甲球队，才继续有机会代表国家队效力。而由于策伦多夫赫塔错过升级，柏林普鲁士网球又从德甲降级，这位原籍西柏林的姑娘只得无奈前往“东部”。兴斯特在最初的几个月与新队友仍保持一定的距离。但在更换主教练后，这种局面得到改善。一个主赞助商的破产使得俱乐部再也无力支付迪威格的薪水。在教练合同被终止后，贝恩德·施罗德毫不犹豫的重新执掌帅印。施罗德没有让他的国脚球员消极怠工，一旦他对兴斯特不满意，后者就必须坐上冷板凳。在赛季期间，康妮·波勒斯也从下基兴08回归。在实施单轨制的首个赛季，涡轮以第六名完赛，并开始了缓慢的提升。
1998-99赛季为俱乐部其后成功的方式指明了方向。1999年3月12日，女子足球部的成员在MEVAG（Märkische Energieversorgung AG，边疆能源供应股份公司）的会所内决定脱离波茨坦涡轮体育竞赛协会，并于同年4月1日以波茨坦涡轮第一女子足球俱乐部之名成立一个独立的俱乐部。在竞技层面，俱乐部上升至第四位；财政方面则首次实现收支平衡。而4比4战平法兰克福的比赛也成为球队在赛季中的一大亮点——在涡轮反攻前，法兰克福女足一度以4比0领先。随着这场比赛，两队之间也开始了时至今日仍在继续的竞争。在足协杯中，球队第二次进军半决赛却以0比2不敌杜伊斯堡。一场不同寻常的比赛在1999年5月29日举行，由涡轮对阵男子球队巴贝尔斯贝格03。这是一场慈善赛，所得款项全数捐赠给来自科索沃的难民。时至今日，涡轮仍定期与男队或男子青年队举行友谊赛。
在千年之交前的最后一个赛季，涡轮继续以第四名完赛。他们在财政上首次实现盈利，并且首次于卡尔·李卜克内西体育场保持不败。施罗德在季初任命兴斯特为队长，赋予她更多的职责，并在接下来的几年中收到回报。同样在2000年，俱乐部还赢得了首度举行的17岁以下德国锦标赛冠军。当中的一些球员，包括菲奥拉·奥德布雷希特得以在接下来的赛季中跃升至一线队。
当2000-01赛季鸣金收兵后，涡轮首次位居第二名。她们也成为冠军法兰克福唯一无法战胜的球队。在杯赛上，波茨坦姑娘再度进军半决赛，但这次却在点球大战中憾负于弗拉斯海姆-希尔伦。联赛亚军并不是一次偶然事件。至2002年，她们再次锁定联赛第二。早在季初，国门娜丁·安格雷尔便从拜仁慕尼黑转投而来，而康妮·波勒斯则以27个入球荣膺德甲赛季最佳射手。对于足协杯，半决赛再成为涡轮无法逾越的高坎，她们以2比3不敌其后降级的汉堡。

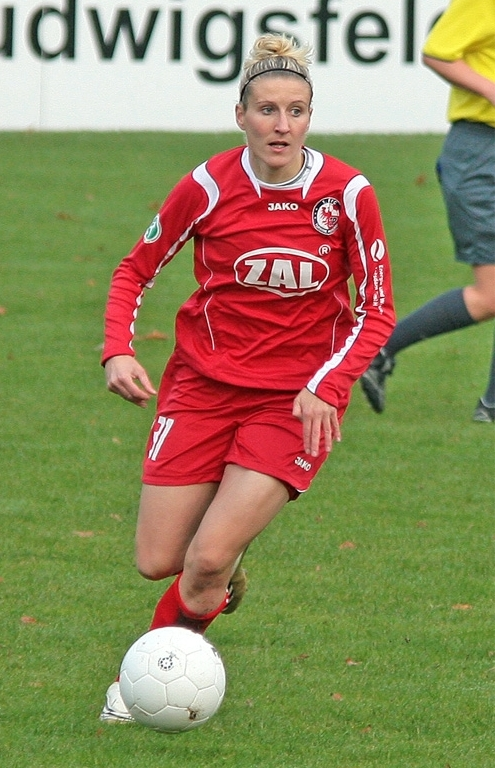
安雅·米塔格

伴随高额的投入，俱乐部得以迈向更大的成功。她们分别签入了来自拜仁慕尼黑的射手彼得拉·温贝斯基、来自布劳韦勒的年轻国脚纳菲娜·奥米拉德以及来自厄尔士山奥厄的高天赋球员安雅·米塔格。然而，球队首先在杯赛迎来一场出人意料的失利。在第一圈面对地区联赛球队汉堡的比赛中，涡轮以0比2不敌对手。这使得她们在联赛中表现出了更佳的水准，并始终在积分上紧咬占据统治地位的法兰克福。双方直至联赛末轮在卡尔·李卜克内西体育场进行的对碰才决出高下。由于法兰克福在赛前握有2分的领先优势，涡轮必须获胜才能赢得冠军。这场“决赛”共吸引了7,900名观众到场，创造了当时新的上座纪录。黑森广播公司和勃兰登堡东德广播公司也对比赛进行了现场直播，并合共录得50万观众的收视纪录。在这场精彩的对决中，双方均创造出了多次破门良机。至第89分钟，彼得拉·温贝斯基以一脚斜传将球送入法兰克福的大门，全场爆发出猛烈的欢呼声。然而这都是徒劳的，因为边线裁判表示越位在先。几分钟后，终场哨响，法兰克福连续第三年夺得冠军。无论越位判罚准确与否，都已无从考究，因为勃兰登堡东德广播公司的摄像机未能在关键时刻捕捉到镜头。尽管如此，俱乐部仍对治理情况表示满意，因为异常高的门票收入能使涡轮避免财政崩溃。
涡轮在2003-04赛季有一个良好的开局，直至在美国举办的2003年世界杯所中断。时任联邦主教练的蒂娜·托伊纳-梅耶征召了娜丁·安格雷尔、阿丽亚娜·兴斯特、菲奥拉·奥德布雷希特和康妮·波勒斯共4名涡轮球员进入国家队。德国国家队最终夺得世界冠军。德甲重启后，涡轮所向披靡并保持客场不败。在足协杯八分之一决赛，她们再次面对汉堡，并由燕妮弗·齐茨于加时赛射入制胜球为2比1。在比赛的常规时间内，汉堡曾长时间以1比0领先，直至菲奥拉·奥德布雷希特于伤停补时的终场哨响前完成最后一击扳平比分。至冬歇期时，涡轮于两德统一后首次锁定半程冠军。而在德国室内杯决赛，施罗德的球队又以1比0击败汉堡，彻底甩掉了“千年老二”的称谓。随着足协杯接连战胜巴特诺因阿尔07和布劳韦勒，涡轮首次进军决赛，并迎来宿敌法兰克福。涡轮从开场便奠定了胜利的基础，并通过康妮·波勒斯、燕妮弗·齐茨和安雅·米塔格的入球实现3比0的大胜。在德甲联赛，冠军同样触手可及。她们以领先法兰克福1分的优势进入季末“决赛”。恰好该赛季的最后一轮便安排了两强对决，这次是法兰克福主场。在布伦塔诺泳场体育场的4800名观众面前，波茨坦人以7比2痛击对手，并欢庆她们夺得的首个德国足球冠军。
作为德甲卫冕冠军，涡轮于2004-05赛季还首次参加了欧洲女子冠军杯。随着在半决赛面对挪威球队特隆赫姆-厄恩取得的两回合大胜，她们得以进军决赛迎战瑞典冠军动物园岛。在斯德哥尔摩进行的首回合比赛中，涡轮凭借康妮·波勒斯和安雅·米塔格的入球以2比0获胜。次回合在卡尔·李卜克内西体育场的8667名观众面前，她们又以3比1轻取对手进而捧得欧冠奖杯。康妮·波勒斯还以14个入球荣膺该届赛事的最佳射手。在德国足协杯赛场，涡轮以3比0战胜法兰克福，成功实现卫冕。早在冬歇期，涡轮便已在德国室内杯的决赛中以5比3战胜法兰克福，蝉联这项赛事的冠军。而在德甲联赛中，俱乐部则受到欧冠带来的双线作战负担所拖累，因而仅取得第三名的成绩。

### 2005－2012年：变革期及新成就
尽管贵为欧洲冠军，涡轮在2005-06赛季还是迎来了一个较差的开局。法兰克福在很长一段时间领跑积分榜，直至1比2不敌弗赖堡后才被赶上。随着6比2战胜法兰克福——其中康妮·波勒斯射入4球，以及随后在主场以2比0战胜杜伊斯堡，波茨坦人成功实现积分反超。涡轮完成了一波13连胜，并在3比1击败汉堡后夺得自己的第二个德国足球冠军。康妮·波勒斯也以36个入球第二次荣膺最佳射手。足协杯则是由波茨坦和法兰克福连续第三度在决赛碰面。这场决赛相较于以往要困难得多。在瓢泼大雨中，法兰克福的防守非常顽强。直至第79分钟，刚入替不久的伊莎贝尔·科尔肖夫斯基才打破场上僵局。随后彼得拉·温贝斯基又通过一次反击将比分定格为2比0。该赛季欧洲冠军杯的半决赛成了2005年决赛的新版本。涡轮首回合于主场不敌动物园岛。至斯德哥尔摩，她们则以5比2大胜逆转，得以进军决赛与法兰克福会师。这是女子欧冠历史上首次有来自同一国家的两支球队进入决赛。在首回合阴雨天气中，法兰克福以4比0赢下比赛。进入次回合后，她们再以大热姿态以3比2获胜。

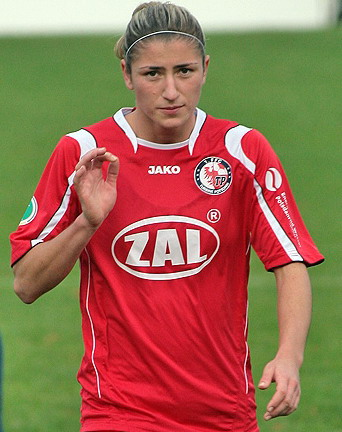
比安卡·施密特

2005-06赛季过后，彼得拉·温贝斯基和卡罗琳·托马斯这两位拥有丰富德甲经验的球员转投法兰克福。在2006-07赛季的开局阶段，涡轮接连不敌埃森和沃尔夫斯堡后遭遇两连败。随后，球队又在主场遭到法兰克福和杜伊斯堡击溃，这导致球队内部和外围都出现了不安定因素。至冬歇期时，布里塔·卡尔松也离开俱乐部前往沃尔夫斯堡。如同之前出走的温贝斯基一样，她们给出的理由均是自己与教练的分歧越来越大。在足协杯中，波茨坦于第二圈便已出局；而在欧洲冠军杯则是至四分之一决赛遭邦比所淘汰。
俱乐部于2007年3月迎来新一轮动荡。首先是阿丽亚娜·兴斯特宣布转会至动物园岛。随后，康妮·波勒斯与纳菲娜·奥米拉德分别转投法兰克福和沃尔夫斯堡的消息也浮出水面。主教练贝恩德·施罗德陷入批评的夹击。他的领导风格过于专制，他的管理方法已经过时。《日报》甚至将施罗德讥讽为“来自巴贝尔斯贝格的长凳喧嚣者”。尽管主教练此后很少再使用已确定转会的球员，但事实上她们的位置已逐渐被表现更好的年轻球员例如巴贝特·彼得和比安卡·施密特所取代。波茨坦在赛季的最后13场比赛中保持不败，并最终以第三名完赛。

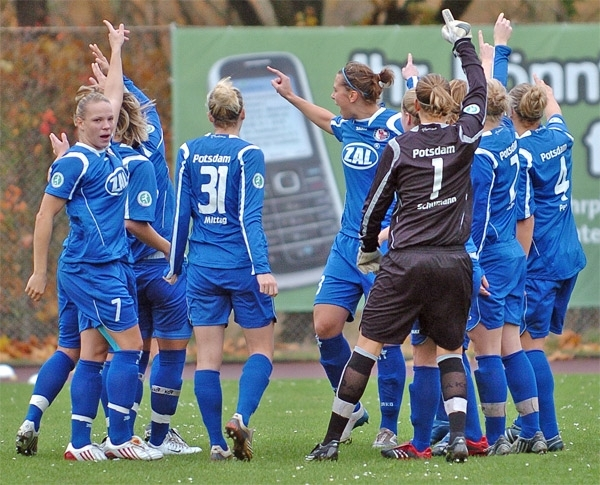
一场足协杯的赛前热身

2007-08赛季，俱乐部打造成为德甲历史上最年轻的球队之一。不败的战绩确保涡轮第三度夺得德国室内杯。然而在德甲下半程，她们则持续表现低迷。通过大量的失分，其中包括2比7惨败于拜仁慕尼黑，使得球队几乎丢掉第三的位置，并直至最后一轮才得以确保季军。
波茨坦涡轮在2008-09赛季的阵容几乎没有发生变化，仅有菲奥拉·奥德布雷希特重新回归球队。经过糟糕的分组赛历程后，涡轮于2009年1月24日在马格德堡第四度加冕德国室内杯冠军。而在足协杯赛场上，她们时隔三年重返决赛，这也是最后一次在柏林奥林匹克体育场举行的决赛。尽管贝恩德·施罗德的球队表现勇敢，但还是以0比7惨败于杜伊斯堡，从而创造了德国足协杯历史上最悬殊的决赛比分纪录。在德甲联赛，涡轮的表现显然更佳。最后一轮，球队在一场令人“心脏停止的决赛”中以3比0战胜沃尔夫斯堡，确保第三度夺得德国足球冠军。尽管竞争对手拜仁慕尼黑在以3比0战胜克赖尔斯海姆后的积分仍然相同、却以一个净胜球的劣势屈居亚军。这也使得涡轮在终场哨响后苦等了五分钟才放心庆祝，因为当时克赖尔斯海姆的比赛仍未结束。
早在赛季结束前，俱乐部便已敲定将来自杜伊斯堡的法特米尔·巴拉玛伊作为震撼性的新援在2009-10赛季加盟，并将新秀纳迪娜·凯斯勒罗致阵中。联赛上半程结束后，涡轮与杜伊斯堡积分相同，但波茨坦人连续第三年捧得室内杯。而在联赛倒数第二轮通过1比0战胜巴特诺因阿尔07后，则确保了涡轮再次欢庆德国足球冠军。施罗德团队的成功也同样发生在首次举行的欧洲冠军联赛上，它取代了此前的欧洲冠军杯。在西班牙赫塔费承办的决赛上，涡轮面对的是来自法国的奥林匹克里昂。双方于120分钟内互交白卷，需要通过点球大战决胜。当燕妮弗·齐茨和安雅·米塔格相继射失后，波茨坦人的失败似乎已注定。但随后守门员安娜·费里西塔斯·扎尔霍尔茨接连扑出法国人的两计点球，又将球队带回比赛。最后一射的法国球员艾洛蒂·托米斯击中横梁，使涡轮成为欧冠联赛的首个冠军。
俱乐部于2010-11赛季成就联赛三连冠。决定性的比赛发生于最后一轮，涡轮在7000名现场观众面前以3比0战胜埃森。事实上在开场仅4分钟后，主队便依靠菲奥拉·奥德布雷希特和安雅·米塔格的入球取得2比0的领先。重新复苏的老对手法兰克福尽管以8比2大胜拜仁慕尼黑却也毫无价值，因为波茨坦在最终结算时仍有1分的领先优势。法兰克福在足协杯决赛完成复仇，她们以2比1战胜了涡轮。在欧冠联赛上，波茨坦人再度杀入了2011年决赛，但这次她们被奥林匹克里昂以2比0击败。
在2011-12赛季开始前，波茨坦不得不面对主力国脚法特米尔·巴拉玛伊转会至法兰克福的事实。然而，球队仍然在赛季最后一轮以8比0战胜莱比锡火车头后锁定连续第四个德国足球冠军。这是德甲自成立以来从未有球队实现过的成就。新人赫诺韦瓦·阿尼翁马则以22个入球加冕最佳射手。

### 当代
至2012-13赛季，涡轮又失去巴贝特·彼得、比安卡·施密特和菲奥拉·奥德布雷希特等三名国脚。尽管如此，球队在很长一段时间内都是冠军的有力争夺者，直至在慕尼黑、埃森和法兰克福遭遇失利后才被抛离。凭借2比0战胜居特斯洛2009，同时法兰克福又以1比2主场不敌拜仁慕尼黑，涡轮得以重新获得欧冠资格。日本外援大儀見優季则以18球成为最佳射手。而在足协杯决赛上，涡轮是以2比3不敌沃尔夫斯堡。
在接下来的赛季，球队也是很长一段时间都在参与冠军争夺，但在赛季的最后阶段崩盘。经过倒数第二轮以1比2不敌法兰克福后，她们锁定了德甲第三名。在欧冠联赛上，涡轮于八分之一决赛出人意料的淘汰了奥林匹克里昂，并直至半决赛才负于最后的冠军沃尔夫斯堡。类似的情况也发生于2014-15赛季，其中涡轮名列联赛第四。重新入围足协杯决赛的她们则被沃尔夫斯堡轻松击败。赛后贝恩德·施罗德宣布他将于来季结束后离开俱乐部。
2015-16赛季的涡轮在中场缺乏一位核心和创造者。她们未能进入积分榜的上半区，并最终以第七名完赛。这是球队在贝恩德·施罗德时代取得的最差排名，后者在经过45年服务于涡轮的主教练、经理和董事等岗位后，以73岁之龄退休。主教练职位由原助理教练马蒂亚斯·鲁道夫接任。鲁道夫率领球队再次回到积分榜上游。2016-17赛季，波茨坦更是令人惊讶的夺得半程冠军。

## 荣誉

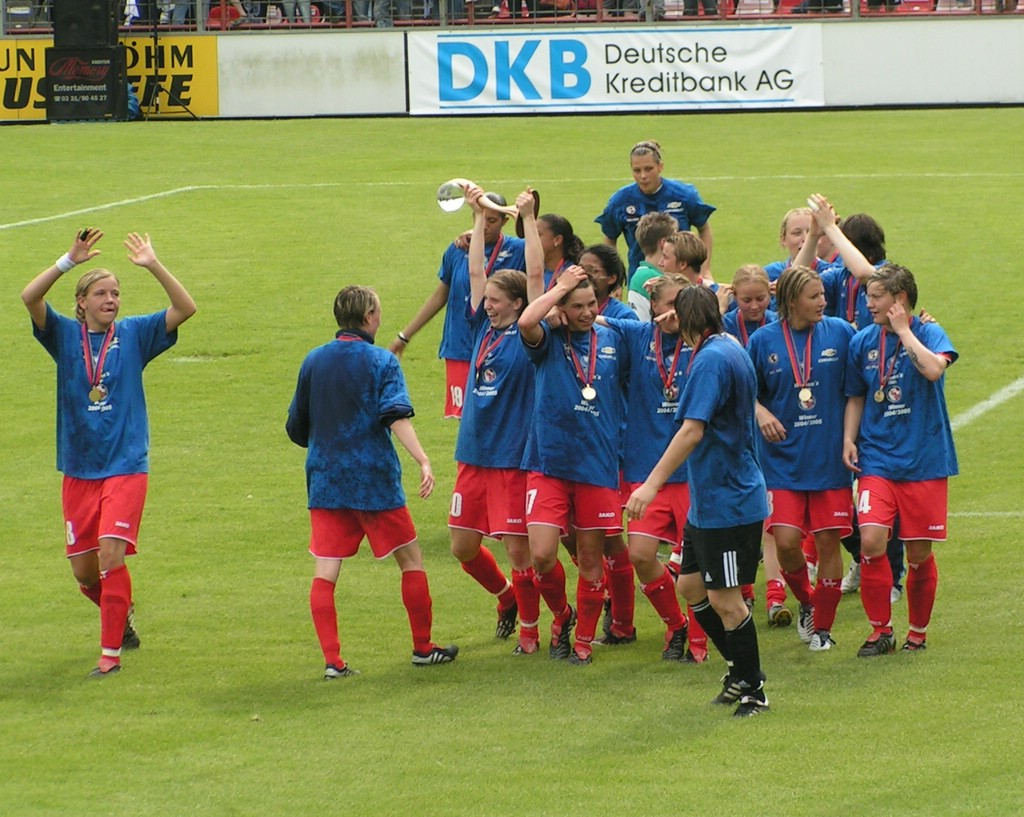
欧冠捧杯后的喜悦（2005年）

- 欧洲女子冠军联赛/冠军杯冠军（2）：2005年（英语：2004–05 UEFA Women's Cup）、2010年（英语：2009–10 UEFA Women's Champions League）
- 德国足球冠军（6）：2004年（德语：Fußball-Bundesliga 2003/04 (Frauen)）、2006年（德语：Fußball-Bundesliga 2005/06 (Frauen)）、2009年（德语：Fußball-Bundesliga 2008/09 (Frauen)）、2010年（德语：Fußball-Bundesliga 2009/10 (Frauen)）、2011年（德语：Fußball-Bundesliga 2010/11 (Frauen)）、2012年（德语：Fußball-Bundesliga 2011/12 (Frauen)）
- 东德足球冠军（德语：Frauenfußball in der DDR）：1981年、1982年、1983年、1985年、1986年、1989年
- 德国足协杯（德语：DFB-Pokal (Frauen)）冠军（3）：2004年（英语：2003–04 DFB-Pokal (women)）、2005年（英语：2004–05 DFB-Pokal (women)）、2006年（英语：2005–06 DFB-Pokal (women)）
- 德国室内杯（德语：DFB-Hallenpokal der Frauen）冠军（7）：2004年、2005年、2008年、2009年、2010年、2013年、2014年

## 现役球员
最後更新：2016年9月10日
註釋：國旗表示球員在國際足聯資格規則定義的國家隊。球員可能擁有一個以上非國際足聯國籍。
| 號碼 |          | 位置 | 球員                |
| ---- | -------- | ---- | ------------------- |
| 1    | 德国     | 门将 | 丽莎·施密茨         |
| 2    | 奥地利   | 后卫 | 玛丽娜·格奥尔吉法   |
| 4    | 德国     | 后卫 | 约翰娜·艾尔希许     |
| 5    | 德国     | 后卫 | 维多利亚·克鲁格     |
| 6    | 澳大利亚 | 中场 | 伊莉斯·克朗德-奈特  |
| 7    | 德国     | 中场 | 安娜·加斯珀         |
| 8    | 德国     | 后卫 | 韦布克·麦斯特       |
| 9    | 德国     | 前锋 | 斯文娅·胡特         |
| 11   | 德国     | 中场 | 燕妮弗·克拉默       |
| 13   | 瑞士     | 中场 | 莉娅·韦尔蒂（队长） |
| 14   | 德国     | 中场 | 吉娜·切米林斯基     |
| 15   | 德国     | 后卫 | 因卡·韦泽利         |
| 16   | 瑞士     | 前锋 | 埃塞奥萨·艾博贡     |

| 號碼 |                      | 位置 | 球員              |
| ---- | -------------------- | ---- | ----------------- |
| 17   | 德国                 | 前锋 | 维多利亚·施瓦姆   |
| 18   | 波兰                 | 后卫 | 约兰塔·西文斯卡   |
| 19   | 德国                 | 中场 | 費莉西塔絲·勞赫   |
| 20   | 德国                 | 后卫 | 比安卡·施密特     |
| 21   | 德国                 | 中场 | 塔贝阿·克梅       |
| 22   | 德国                 | 后卫 | 斯特凡妮·德拉夫斯 |
| 23   | 波斯尼亚和黑塞哥维那 | 后卫 | 莉迪亚·库里什     |
| 24   | 斯洛文尼亚           | 前锋 | 拉拉·普拉什尼卡   |
| 26   | 美国                 | 门将 | 布莱恩妮·希柏林   |
| 27   | 奥地利               | 中场 | 萨拉·扎德拉齐尔   |
| 30   | 德国                 | 门将 | 凡妮莎·费舍尔     |
| 38   | 德国                 | 前锋 | 劳拉·林德纳       |